# La Caseta (Serrateix)
La Caseta és una masia de Serrateix, al municipi de Viver i Serrateix (Berguedà), inclosa en l'Inventari del Patrimoni Arquitectònic de Catalunya.

## Descripció
Masia orientada al sud del tipus II segons la classificació de J. Danés, amb coberta a dues vessants i el carener perpendicular a la façana principal. Presenta una ordenació simètrica de les obertures, que són allindanades. En una de les façanes laterals hi ha una eixida amb galeria d'arcs de mig punt organitzats en dos trams i sostinguts per un pilar.
El cos de la casa presenta diverses ampliacions a la part dreta de la façana principal i a la banda posterior.

## Història
L'edifici fou construït probablement al llarg del segle xviii. Una altra ampliació degué ser cap al 1892, donat que aquesta data consta a la llinda d'un dels finestrals.